# Arabische babbelaar
De Arabische babbelaar (Argya squamiceps synoniem:Turdoides squamiceps) is een zangvogel uit de familie Leiothrichidae. Het is een vogel die voorkomt op het Arabisch Schiereiland.

## Kenmerken
De Arabische babbelaar is zo groot als een kramsvogel en heeft een lengte van 26 tot 29 cm (inclusief staart van 14 tot 15 cm). Van boven is de vogel licht grijsbruin, naar de kop toe iets meer grijs van kleur. Kenmerkend zijn de kleine zwarte vlekken op de kruin en het achterhoofd. Verder heeft de vogel een krachtige, omlaag gebogen snavel.
De vogel trekt vaak rond in groepjes. Ze foerageren in laag struikgewas of hippend over de grond, vaak met de staart omhoog en voortdurend "rukkend" aan de vleugels.

## Verspreiding en leefgebied
De Arabische babbelaar komt voor op het Arabisch Schiereiland, van Israël tot in Jemen en de Golfstaten. De vogel komt voor in open, droge landschappen, halfwoestijnen met struikgewas van tamarisken en acacia's, maar ook in de buurt van landbouwgebied en tuinen in droge gebieden (zoals de Negev).
De soort telt drie ondersoorten:
- A. s. squamiceps: van noordoostelijk Egypte en Israël tot centraal Saoedi-Arabië.
- A. s. yemensis: ziuidwestelijk Saoedi-Arabië en Jemen.
- A. s. muscatensis: de oostelijke Verenigde Arabische Emiraten en noordelijk Oman.

## Status
De Arabische babbelaar heeft een groot verspreidingsgebied en daardoor alleen al is de kans op uitsterven gering. De grootte van de populatie is niet gekwantificeerd. In een groot deel van het verspreidingsgebied is het een vrij algemene vogel die waarschijnlijk in aantal toeneemt. Om deze redenen staat deze babbelaar als niet bedreigd op de Rode Lijst van de IUCN.